# Cham (Svájc)
Cham település Zug kantonban. Lakosainak száma 17 042 fő (2020. december 31.).

## Fekvés
A Lorze mindkét partján, közel ahhoz a helyhez, ahol a folyó a Zugi-tó északi partján kifolyik.

## Történelem
1360-ben Cham városi jogokat kapott.

## A település részei
- Cham,
- Lindencham,
- Friesencham,
- Rumentikon,
- Hagendorn,
- Bibersee,
- Niederwil,
- Oberwil,
- Hatwil,
- Islikon,
- Wannhäusern,
- Enikon,
- Frauenthal apátság Hagendornban,
- Heiligkreuz apátság Chamban.

## Látnivalók

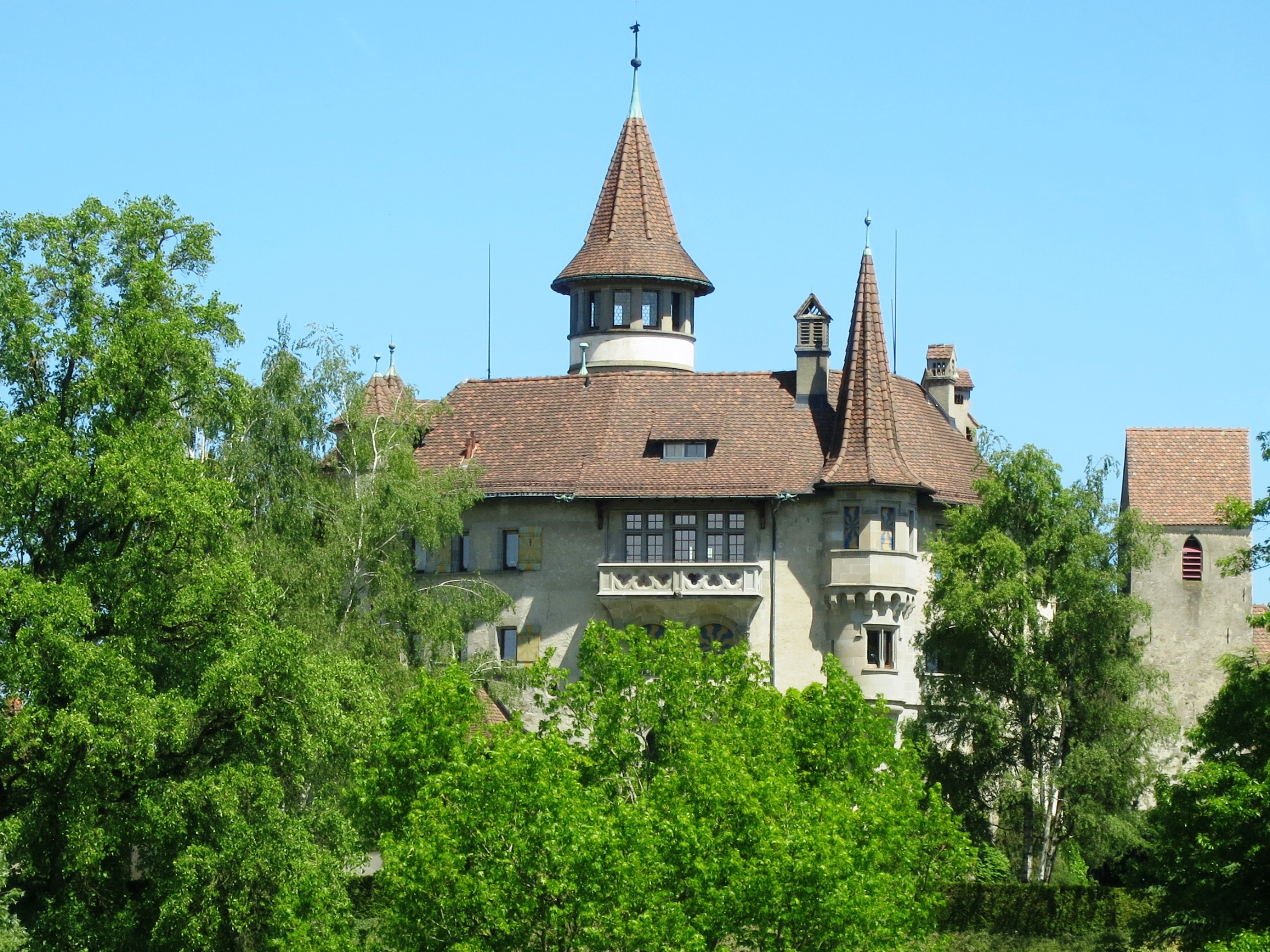
A St. Andreas kastély
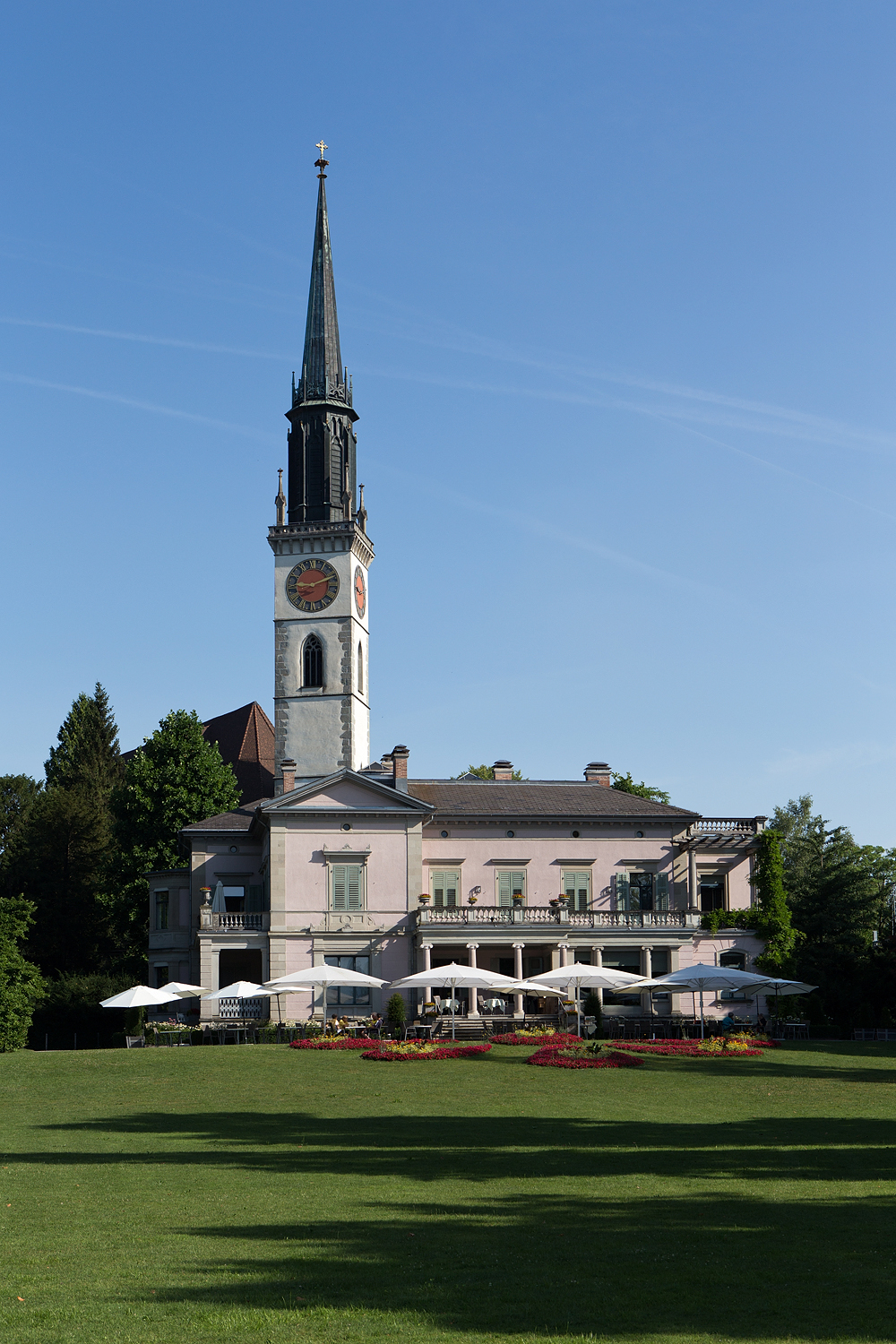
Villa Villette és templom
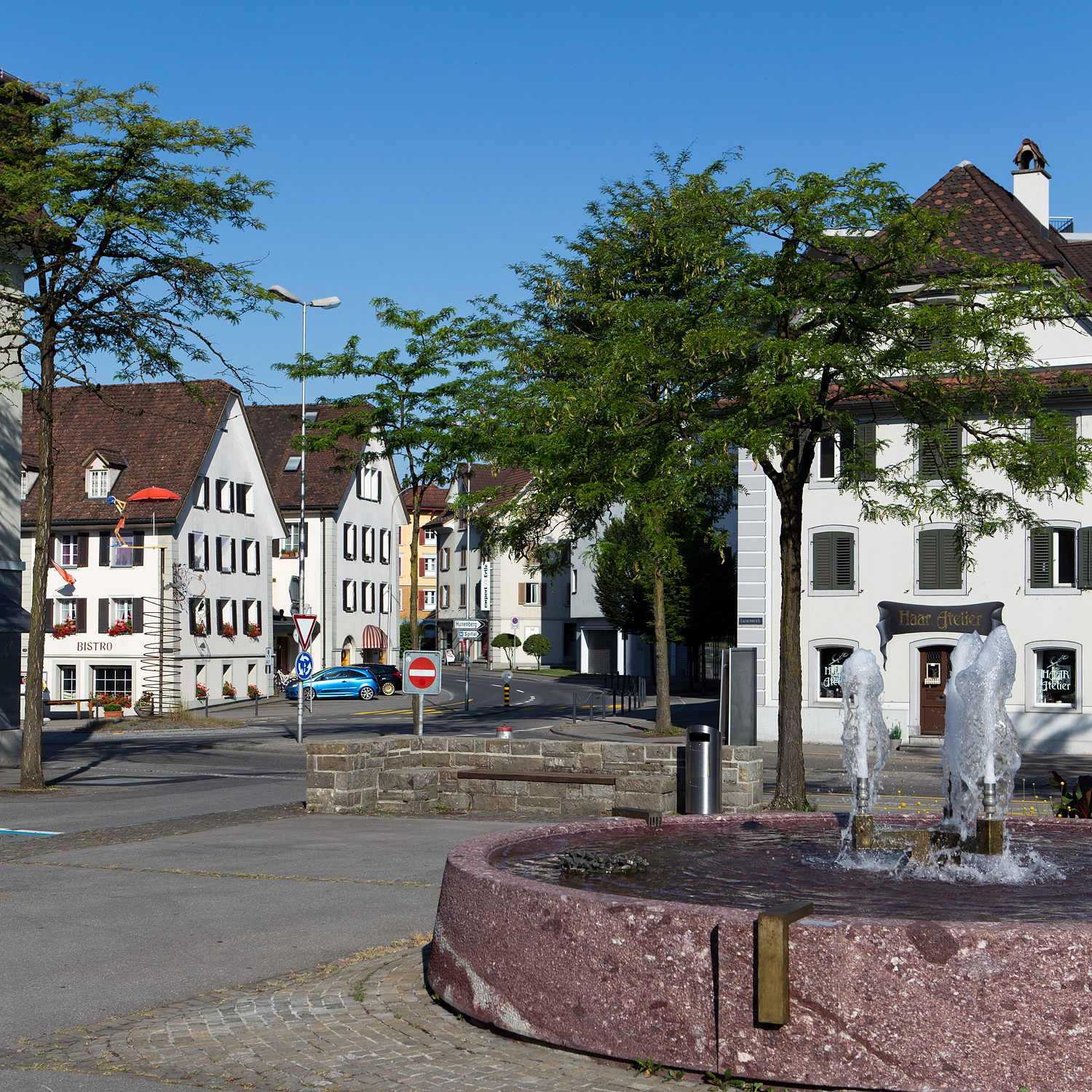
Zentrum
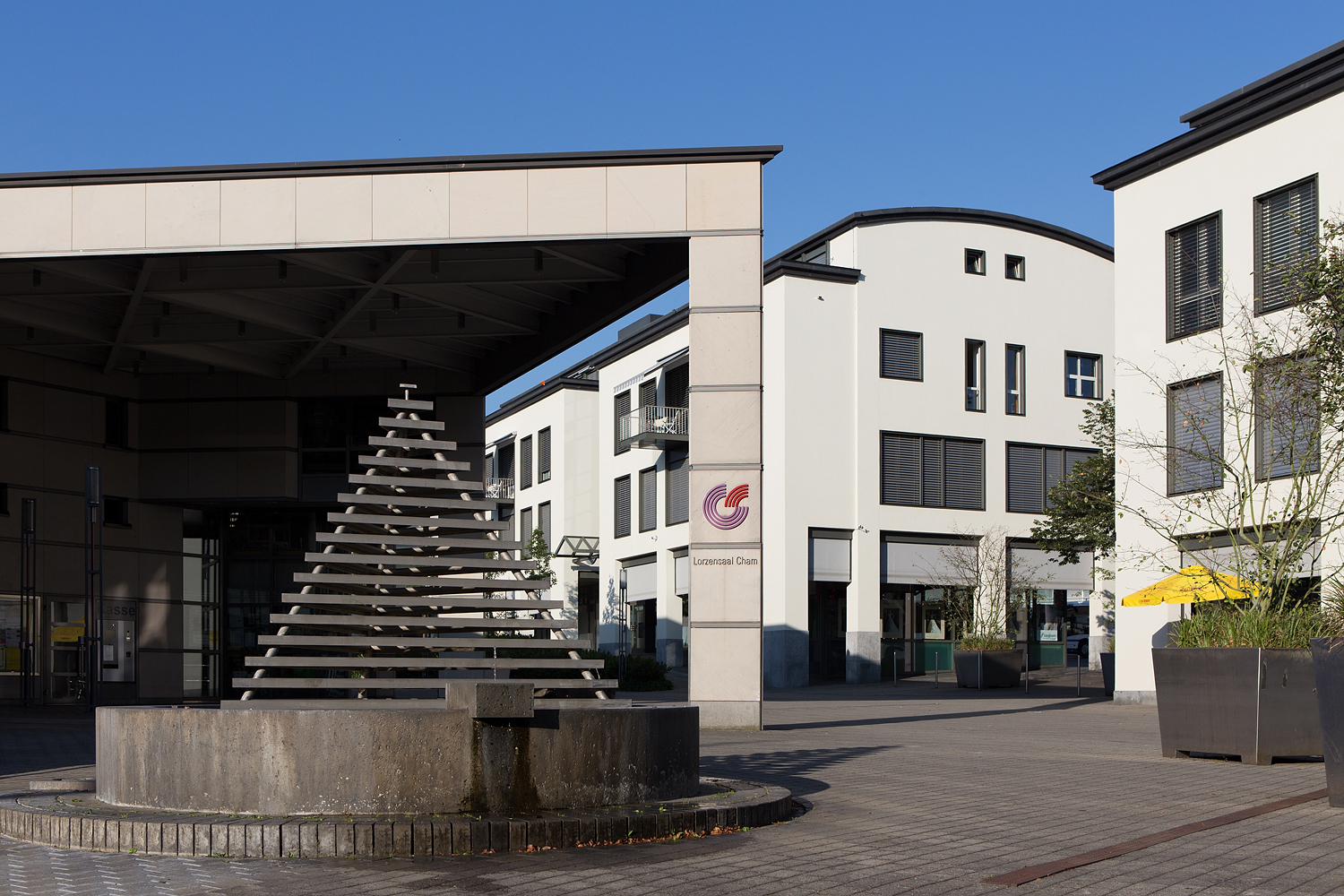
beim Lorzensaal
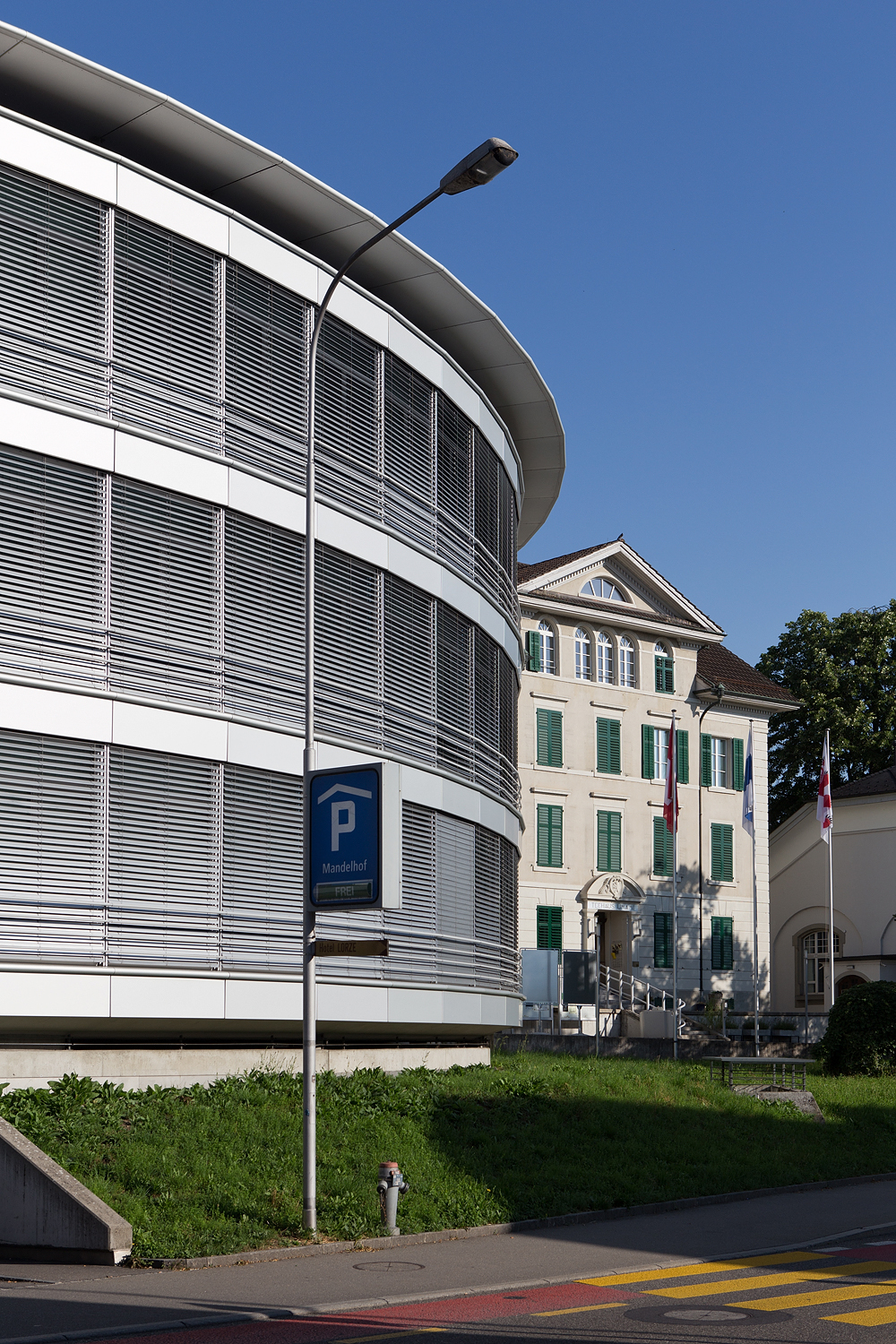
Verwaltungsgebäude Mandelhof
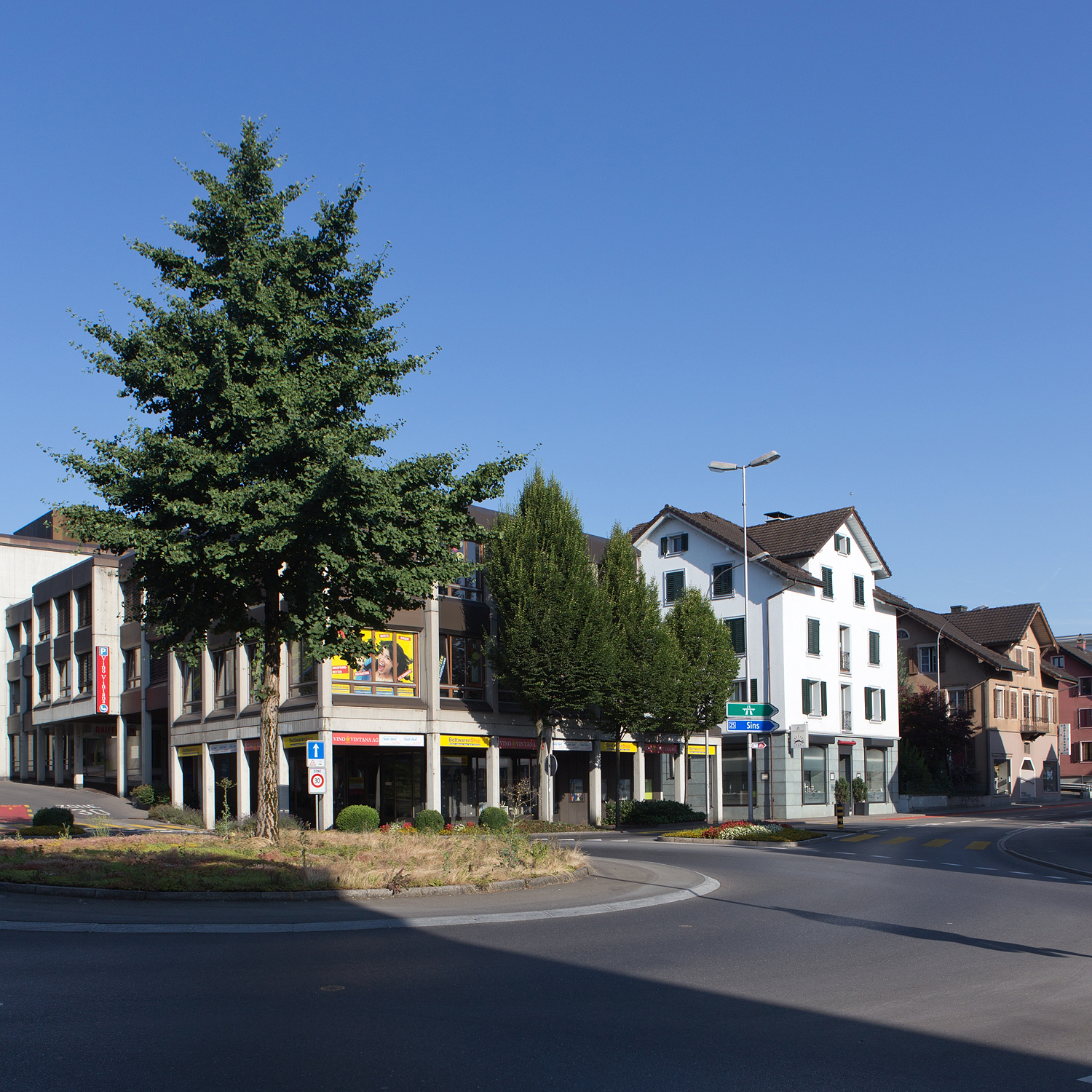
Körforgalom
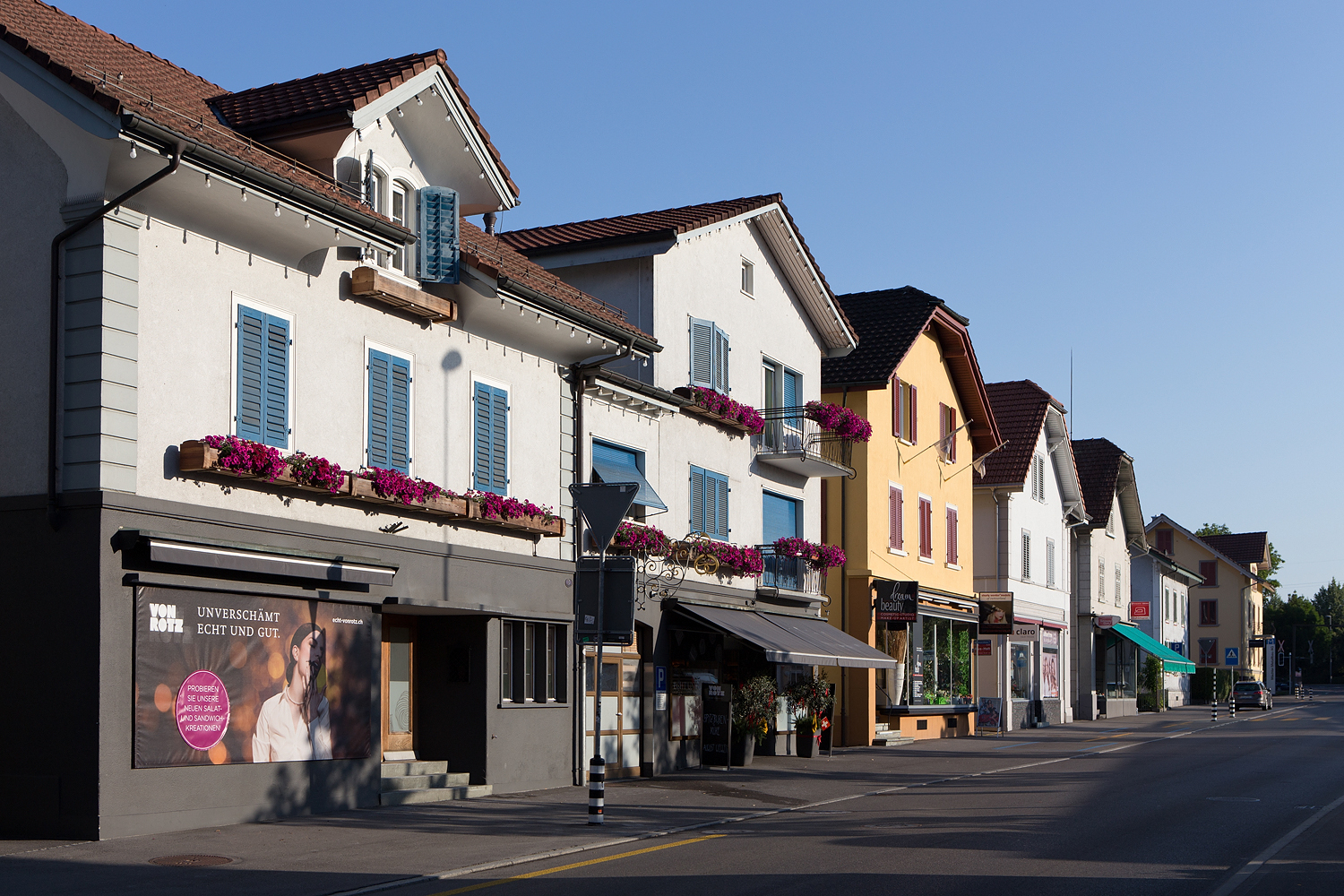
Knonauerstrasse
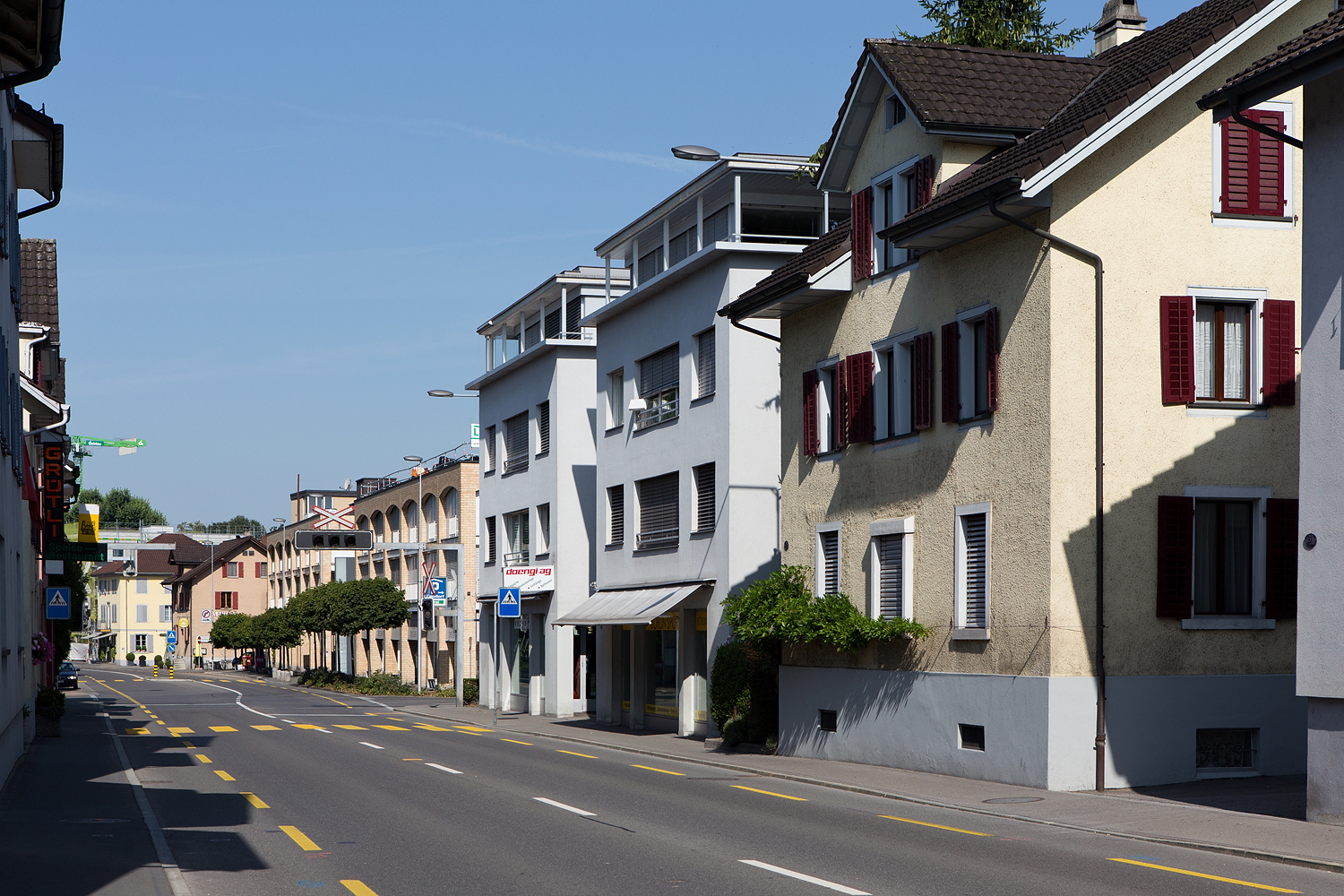
Zugerstrasse, Neudorf
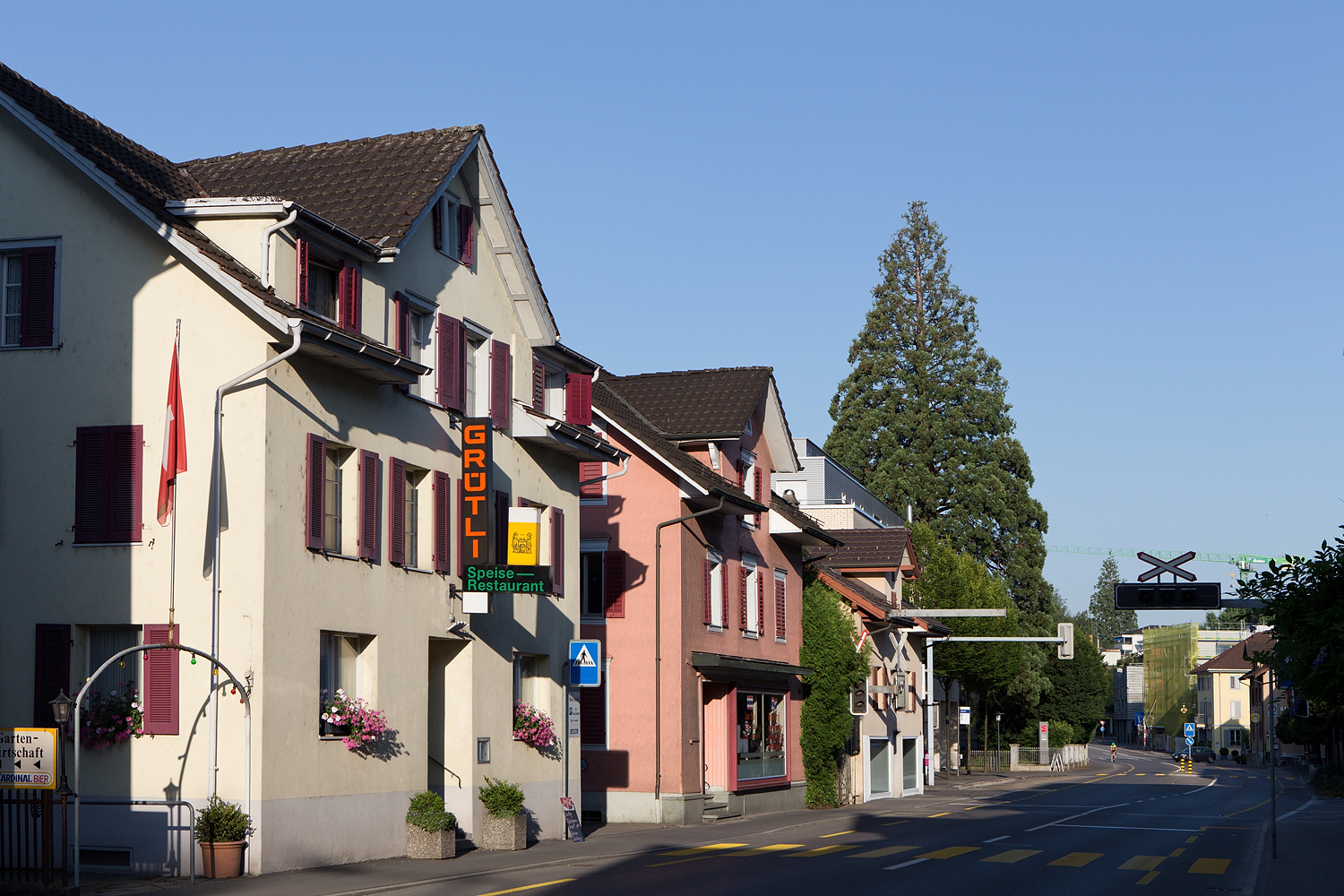
Zugerstrasse
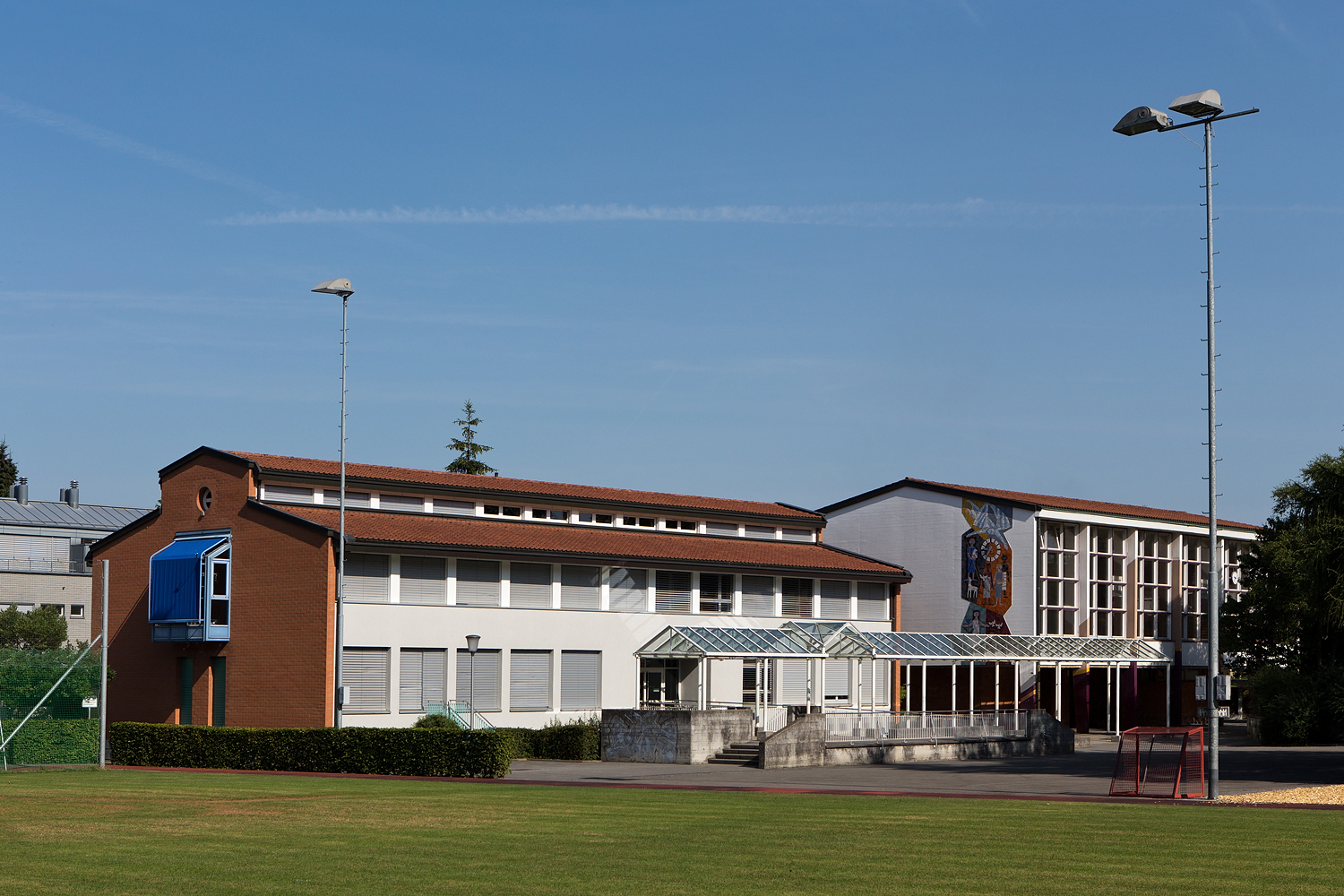
iskolai épület Städtli 1
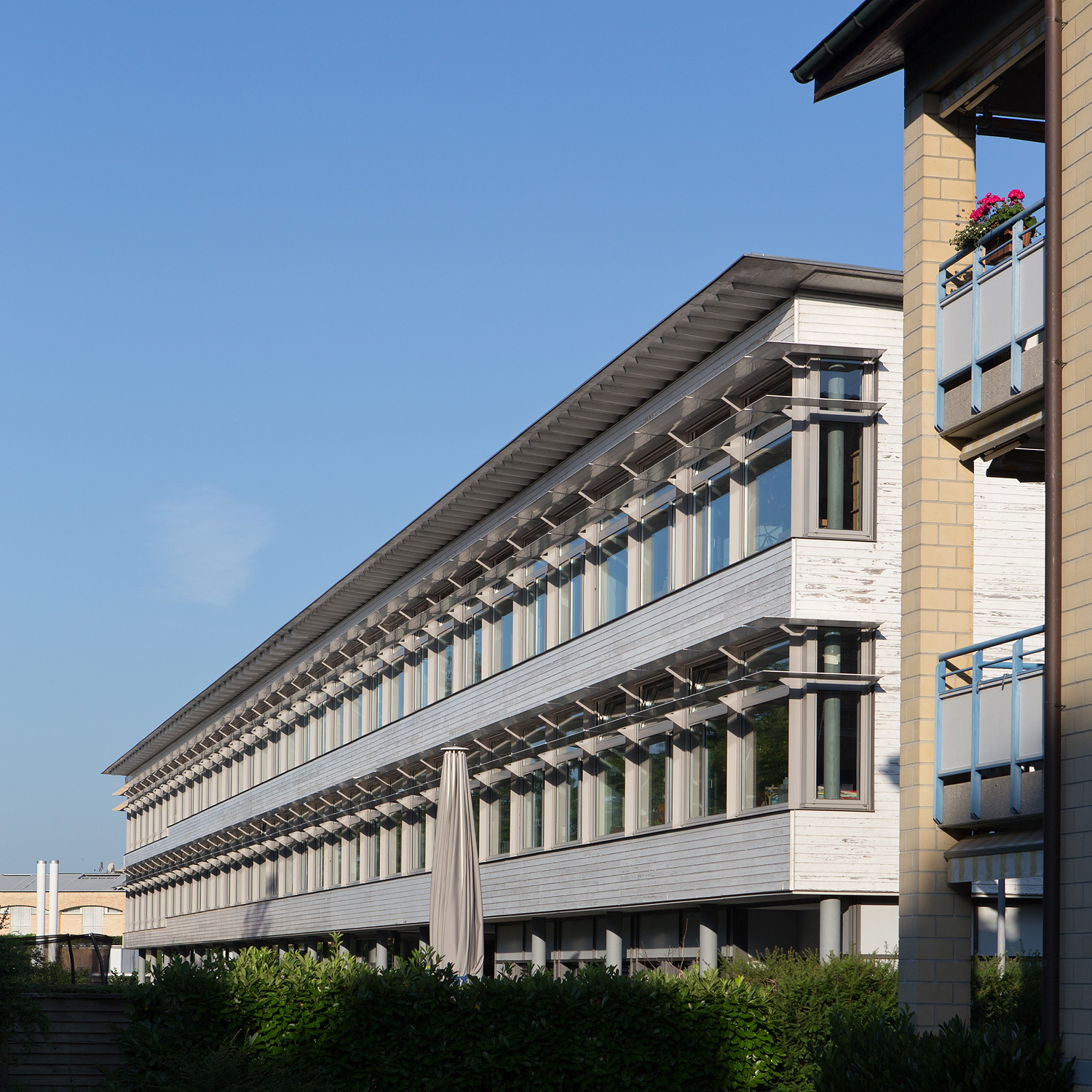
iskolai épület Städtli 2
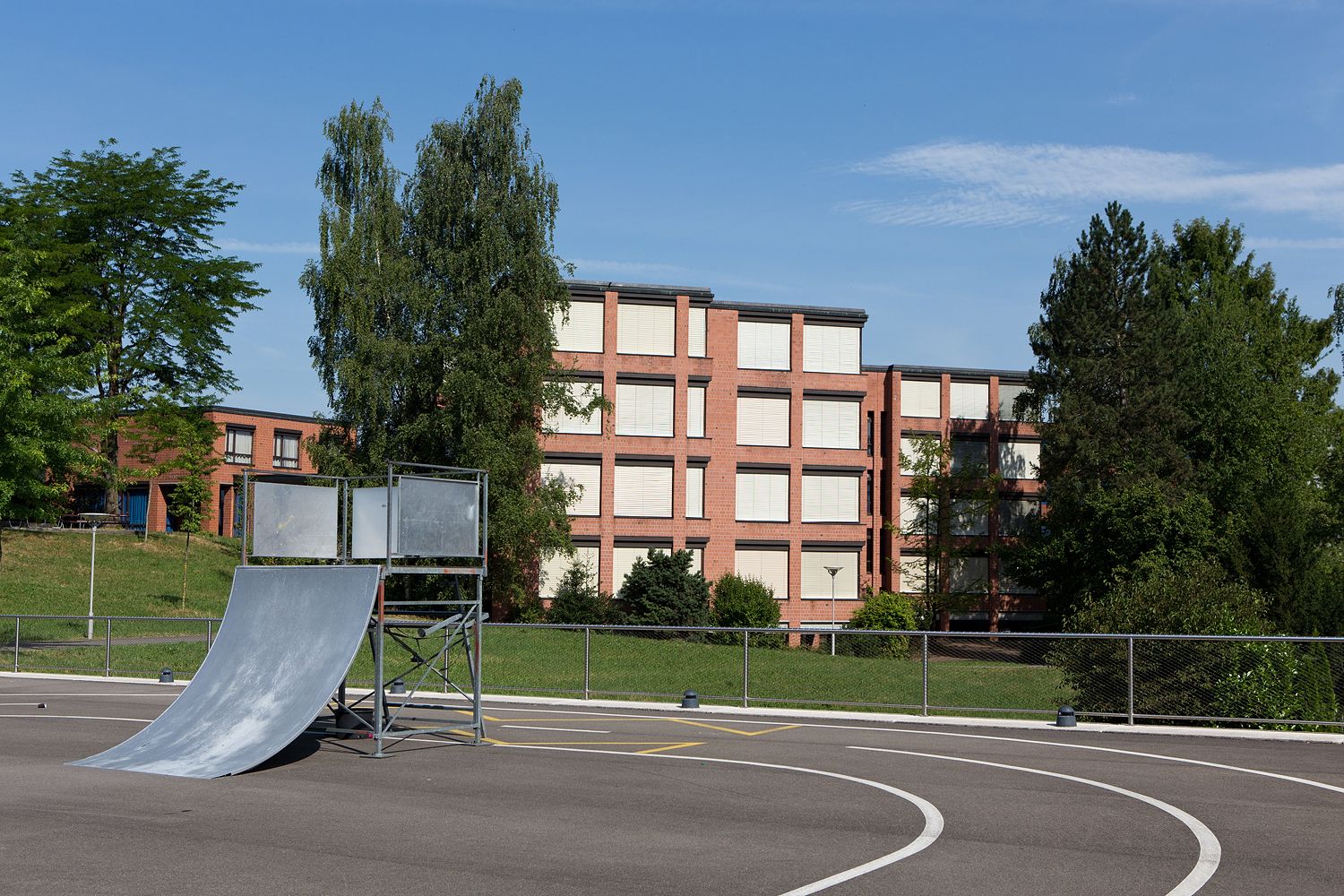
iskolai épület Röhrliberg 1
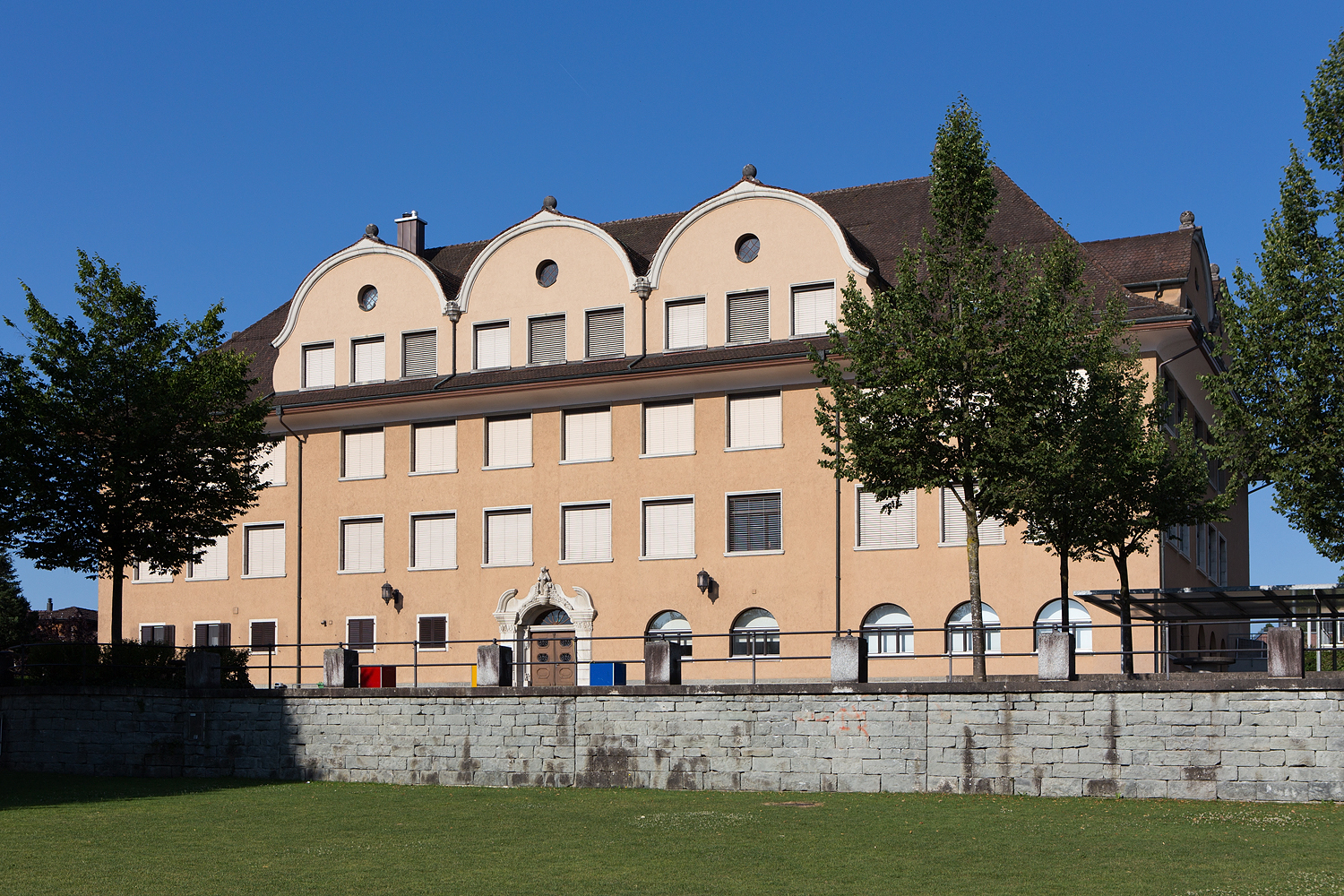
iskolai épület Kirchbühl 1
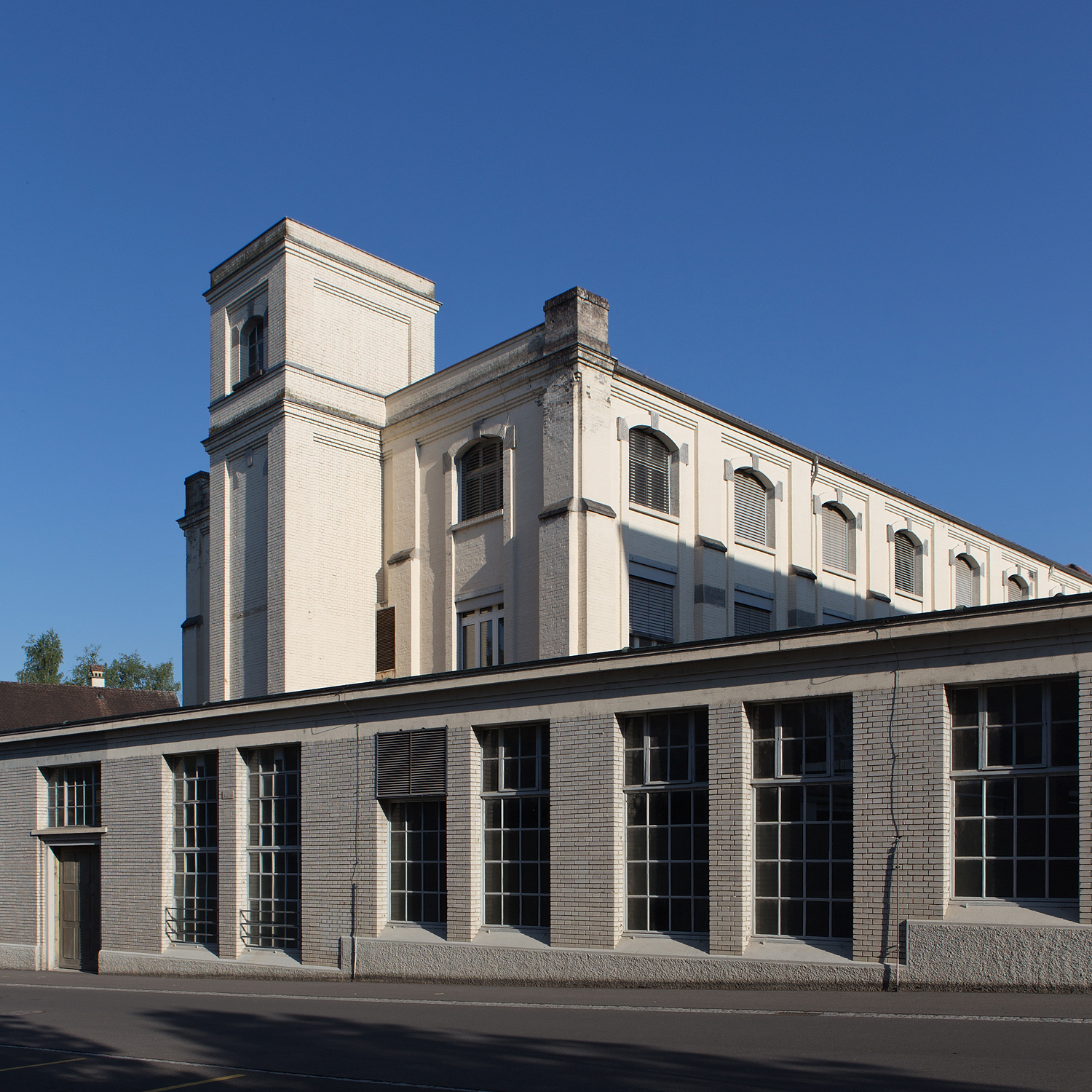
A papírgyár Cham-Paper-Group

- A Villette-Park

- A St. Andreas kastély
- Villa Villette és templom
- Zentrum
- beim Lorzensaal
- Verwaltungsgebäude Mandelhof
- Körforgalom
- Knonauerstrasse
- Zugerstrasse, Neudorf
- Zugerstrasse
- iskolai épület Städtli 1
- iskolai épület Städtli 2
- iskolai épület Röhrliberg 1
- iskolai épület Kirchbühl 1
- A papírgyár Cham-Paper-Group

## Testvértelepülés
- Cham, Felső-Pfalz (Németország, 1981)[2]

## Külső hivatkozások
- Offizielle Website der Gemeinde Cham
- Chamapedia – Offizielles Geschichtslexikon von Cham
- Informative Fotoseite über Cham
- Industriepfad Lorze
- Renato Morosoli: Cham. In: Historisches Lexikon der Schweiz
- Renato Morosoli: Niederwil (ZG). In: Historisches Lexikon der Schweiz

## Fordítás
- Ez a szócikk részben vagy egészben  a   Cham ZG című német Wikipédia-szócikk fordításán alapul.  Az eredeti cikk szerkesztőit annak laptörténete sorolja fel. Ez a jelzés csupán a megfogalmazás eredetét és a szerzői jogokat jelzi, nem szolgál a cikkben szereplő információk forrásmegjelöléseként.